# Елизавета Гедиминовна Литовская
Елизаве́та Гедими́новна Лито́вская (в период с 1301 по 1304 год — 2 июня (?) 1364) — княгиня Плоцкая, после смерти мужа — регентша плоцкой Мазовии, а с 1349 года — герцогиня Вышогрудская, дочь литовского князя Гедимина и вероятно, Евны Полоцкой.

## Биография
Языческое имя княгини Плоцкой неизвестно. В старой историографии ошибочно полагалось, что оно звучало как Данмилла. Вероятнее всего, около 1316 года и определённо до 6 декабря 1320 года Елизавета вышла замуж за Плоцкого князя Вацлава (Ванька). Приданое литовской княжны составляло 720 гривен серебра и 9 гривен золота. В браке Елизаветы и Вацлава родилось двое детей: Анна, жена князя Жаганьского Генриха V Железного и князь Плоцкий Болеслав III.
После смерти мужа в 1337 году Елизавета, скорее всего, правила как регентша от имени своего сына, до тех пор, пока тот не достиг совершеннолетия, между 1340 и июлем 1343 года. 21 октября 1349 года на съезде в Вискитках сын Елизаветы передал ей Вышогрудское кастелянство в пожизненное пользование. Это было подтверждено польским королём Казимиром III Великим на съезде в Калише 27 декабря 1355 года. В 1359 оду Елизавета вступила в спор с мазовецким князем Земовитом III, который незаконно нарушил льготы и обязательства жителлей земли Гостынина, являвшейся частью вдовьих владений Елизаветы. Конфликт Елизаветы с князем был урегулирован королём Казимиром Великим на съезде в Бжесць-Куявском 12 февраля 1359 года.
Смерть Елизаветы Гедиминовны упоминается Яном Длугошем в Летописи или Хрониках славного польского королевства в 1364 году. Это сообщение считается заслуживающим доверия. Вероятно, вдова Плоцкого князя Вацлава также упоминается в некрологе монастыря норбертинок в Стшельно, в котором говорится о смерти 2 июня анонимной мазовецкой княгини. По словам Яна Длугоша, Елизавета Гедыминовна была похоронена в Плоцком соборе.